# Comuna Radivți, Derajnea
Radivți (în ucraineană Радівці) este o comună în raionul Derajnea, regiunea Hmelnîțkîi, Ucraina, formată din satele Radivți (reședința) și Strekiv.

## Demografie
Componența lingvistică a comunei Radivți
     Ucraineană (98,73%)
     Alte limbi (1,05%)
Conform recensământului din 2001, majoritatea populației comunei Radivți era vorbitoare de ucraineană (98,73%), existând în minoritate și vorbitori de alte limbi.